# (35703) Lafiascaia
(35703) Lafiascaia est un astéroïde de la ceinture principale.

## Description
(35703) Lafiascaia est un astéroïde de la ceinture principale. Il fut découvert le 20 mars 1999 à Montelupo par Maura Tombelli et Egisto Masotti. Il présente une orbite caractérisée par un demi-grand axe de 2,33 UA, une excentricité de 0,09 et une inclinaison de 4,4° par rapport à l'écliptique.
Il est nommé d'après le métier d'ouvrière nommé fiascaia.

## Compléments